# Аффольтерн-им-Эмменталь
Аффольтерн-им-Эмменталь (нем. Affoltern im Emmental) — коммуна в Швейцарии, в кантоне Берн.
Входит в состав округа Траксельвальд. Население составляет 1155 человек (на 31 декабря 2006 года). Официальный код — 0951.